# Anton Drexler
Anton Drexler (13. lipnja 1884. – 24. veljače 1942.), njemački političar, nacist, jedan od osnivača Nacističke stranke.

## Životopis
Drexler je rođen u Münchenu.  Radio je kao tvornički radnik i radnik na željeznici, pisao je pjesme i bio völkisch agitator. Za vrijeme Prvog svjetskog rata pridružio se Domovinskoj stranici (Deutsche Vaterlandspartei), a 1919. je bio jedan od osnivača Njemačke radničke partije (Deutsche Arbeiterpartei, DAP), pod sponzorstvom okultne organizacije Thule-Gesellschaft.  Stranci se uskoro pridružio i Adolf Hitler, na čiji je nagovor promijenila ime u Njemačka nacionalsocijalistička radnička partija.  Hitler se svojim govorima pokazao kao dominantna ličnost u stranci pa je 1921. preuzeo položaj predsjednika koji je tada držao Drexler; on mu je i prije nudio predsjedništvo, no Hitler ga je ispočetka odbijao.  
Drexler je i dalje imao status počasnog predsjednika, ali nakon neuspješnog puča 1923. NSDAP je zabranjen i članstvo ukinuto.  Pridružio se drugoj stranci s kojom je izabran u bavarski parlament 1924. i nije imao nikakvu ulogu u obnovi Nacističke stranke sljedeće godine.  Ponovno se pridružio nacistima tek 1933. godine; iako je dobio čak i prestižno odlikovanje Blutorden, nije više imao nikakvog utjecaja u stranci.  U početku je korišten u propagandi, ali do smrti 1942. je gotovo zaboravljen.